# FK Mołodeczno
FK Mołodeczno (biał. ФК «Маладзечна») – białoruski klub piłkarski z siedzibą w Mołodecznie, grający w Wyszejszaja liha. 

## Historia
Chronologia nazw:
- 1989: Mietałurh Mołodeczno (biał. ФК «Металург» Маладзечна)
- 1993: FK Mołodeczno (biał. ФК «Маладзечна»)
- 2001: FK Mołodeczno-2000 (biał. ФК «Маладзечна-2000»)
- 2004: FK Mołodeczno (biał. ФК «Маладзечна»)
- 2011: Zabudowa Mołodeczno (biał. ФК «Забудова» Маладзечна)
- 2013: FK Mołodeczno-2013 (biał. ФК «Маладзечна-2013»)
- 2015: FK Mołodeczno-DJuSSz-4 (biał. ФК «Маладзечна-ДЮСШ-4»)
- 2019: FK Mołodeczno (biał. ФК «Маладзечна»)

Klub piłkarski Mietałurh został założony w mieście Mołodeczno w 1989 roku. W 1992 r. zmieniono nazwę na FK Mołodeczno, która obowiązywała do 2000 roku i w latach 2003-2010. W latach 2000–2003 występował pod nazwą FK Mołodeczno-2000. W 2010 roku otrzymał nazwę Zabudowa Mołodeczno (od nazwy sponsora), a po wycofaniu się sponsora ostatecznie w 2013 r. zmienił nazwę na FK Mołodeczno-2013. W 2015 po fuzji z Szkołą Sportową nr 4 przyjęto nazwę FK Mołodeczno-DJuSSz-4. W 2019 wrócił do nazwy FK Mołodeczno.

## Stadion
Klub mecze domowe rozgrywa na stadionie Miejskim w Mołodecznie. Dane techniczne obiektu:
- pojemność: 4560 miejsc
- oświetlenie: 4 maszty
- wymiary boiska: 105 m x 68 m